# Wapen van Almelo

Wapen van Almelo

Het wapen van Almelo werd in 1914 aangevraagd door de nieuw gevormde gemeente Almelo. Op 24 februari 1915 werd het wapen officieel aan de gemeente Almelo toegekend. Het wapen zelf is niet aangepast, wel heeft de gemeente in 1954 twee schildhouders aan het wapen toegevoegd.
Wanneer Almelo een wapen is gaan voeren is niet bekend, wel lijkt het wapen afgeleid te zijn van het wapen van de Heren van Almelo. Egbert van Heeker is een afstammeling van hen en hij heeft de stad Almelo stadsrechten verleend. Sinds het wapen voor het eerst gevoerd werd is het ongewijzigd. Alleen de gemeente Stad Almelo voerde gouden ruiten in plaats van de historische zilveren. Na de fusie tussen Stad Almelo en Ambt Almelo werd weer uitsluitend het blauwe wapen met zilveren ruiten gevoerd.

## Blazoen
De beschrijving van het wapen van Almelo luidt als volgt:
In azuur 3 ruiten van zilver, geplaatst 2 en 1. Het schild gedekt met een vijfbladerige kroon van goud.
Het schild is blauw van kleur met daarop drie zilveren ruiten. De ruiten staan twee en een, dus twee boven en een onder. Het schild wordt gedekt door een gouden kroon bestaande uit vijf bladeren.
Op 31 januari 1954 kreeg de gemeente het nieuwe wapen en daarmee de volgende beschrijving:
In azuur 3 ruiten van zilver, en gehouden door 2 leeuwen in natuurlijke kleur, getongd van keel. Het schild gedekt met een gouden kroon van 5 bladeren.
Het nieuwe wapen is gelijk aan het oude wapen, nu wordt het schild echter gehouden door twee leeuwen van natuurlijke kleur. De tongen van de leeuwen zijn rood van kleur en de leeuwen kijken elkaar aan.

## Verwante wapens

Gemeentewapen van 1915
Het wapen van de voormalige gemeente Stad Almelo
Het wapen van de voormalige gemeente Ambt Almelo
Wapen van de Sint-Georgiusbasiliek (Almelo)